# راکابیلی
راکابیلی یا راکِبیلی (انگلیسی: Rockabilly) از قدیمی‌ترین سبک‌های موسیقی راک اند رول است که ریشه‌اش به اوایل دهه ۱۹۵۰ در ایالات متحده (به‌ویژه ایالت‌های جنوبی آمریکا) بازمی‌گردد. به‌لحاظ سبکی حاصل آمیزش سنت موسیقایی غرب آمریکا از جمله موسیقی کانتری با سبک ریتم و بلوز است در مسیری که نهایتاً به راک اند رولِ کلاسیک ختم می‌شود. برخی نیز این سبک را آمیزه‌ای از بلوگرس و راک اند رول دانسته‌اند. واژهٔ «راکابیلی» خود ترکیبی از واژه‌های راک (از راک اند رول) و هیلبیلی است که این دومی نامی بود که به موسیقی کانتری در دهه‌های ۱۹۴۰ و ۱۹۵۰ میلادی گفته می‌شد.
ویژگی‌های بارز سبک راکابیلی عبارتند از: ریتم‌های قوی، استفاده از تحریر در خوانندگی (vocal twang) و به‌کارگیری اکوی نوار (tape echo).
بزرگانی همچون جانی کش، بیل هیلی، بادی هالی، الویس پریسلی، کارل پرکینز، باب لومن و جری لی لوئیس در شکل‌گیری و محبوبیت این سبک سهم عمده داشته‌اند.